# Smishing
 (janvier 2016).
Si vous disposez d'ouvrages ou d'articles de référence ou si vous connaissez des sites web de qualité traitant du thème abordé ici, merci de compléter l'article en donnant les références utiles à sa vérifiabilité et en les liant à la section « Notes et références ».
Le smishing (parfois typographié SMiShing), aussi appelé SMS phishing ou hameçonnage par SMS, est une méthode d'arnaque semblable à l'hameçonnage par courrier électronique (phishing) qui s'opère via le service de messagerie de téléphonie mobile SMS. Les SMS sont envoyés aux détenteurs de smartphones dans le but de leur dérober des données personnelles ou bancaires.

## Mode d'action
Un SMS de smishing annonce par exemple au destinataire qu'il doit entreprendre une action, comme le paiement immédiat d'un abonnement prétendument en retard ou l'annulation d'une commande qu'il n'a jamais passée, sur un site Internet qui lui demande ses identifiant et mot de passe, et/ou ses coordonnées bancaires (compte, carte bancaire). Le SMS comprend un lien hypertexte vers le faux site piège.
Comme pour l'hameçonnage, les émetteurs de smishing se font souvent passer pour des établissements bancaires, des messageries, des opérateurs télécom ou des réseaux sociaux.